# Médière
Médière – miejscowość i gmina we Francji, w regionie Burgundia-Franche-Comté, w departamencie Doubs.
Według danych na rok 1990 gminę zamieszkiwało 327 osób, a gęstość zaludnienia wynosiła 57 osób/km² (wśród 1786 gmin Franche-Comté Médière plasuje się na 432. miejscu pod względem liczby ludności, natomiast pod względem powierzchni na miejscu 744.).